# Epiphragma evanescens
Epiphragma evanescens là một loài ruồi trong họ Limoniidae. Chúng phân bố ở miền Cổ bắc.